# Andrea del Verrocchio
Andrea del Verrocchio, vlastním jménem Andrea di Michele di Francesco di Cioni (1435, Florencie – 10. října 1488, Benátky), byl italský renesanční malíř, zlatník a sochař činný v Římě, ve Florencii a v Benátkách, kde pobýval kvůli jedné ze svých nejvýznamnějších prací, jezdeckému pomníku Bartolomea Colleoniho.
Andrea del Verrocchio patřil k nejvýznačnějším uměleckým osobnostem druhé poloviny 15. století. V jeho ateliéru se vyučilo mnoho osobností následující generace. Patří mezi ně malíř Sandro Botticelli nebo Leonardo da Vinci, který je považován za jeho nejvýznamnějšího žáka.

## Život
Jeho otec, Michele di Francesco Cioni, měl cihlářskou a keramickou dílnu, později pracoval jako výběrčí daní. Andrea patrně u otce odpozoroval technologii výroby reliéfních dlaždic z pálené hlíny. Podle životopisu od Vasariho rád používal také jemně mletou sádru z Volterry nebo ze Sieny k odlévání sošek. Z pálené hlíny jsou jeho dekorativní články i sochy.
Andrea se nejprve vyučil zlatníkem v dílně Giuliana Verocchia, po němž převzal příjmení. Sporné zůstává, zde se Andrea později učil sochařství u Donatella, písemné zprávy chybějí a podle Johna Pope-Hennessyho je to v rozporu se stylem jeho raných děl. Každopádně byl Donattelovým pokračovatelem. Zabýval se také geometrií, což zúročil později v návrhu náhrobku Medicejských.
Verocchiova hlavní malířská a sochařská díla jsou datována do posledních dvaceti let jeho života, kdy žil na dvoře Lorenza I. Medicejského a jeho syna Piera ve Florencii. Tam byl členem malířského cechu svatého Lukáše.
V závěru života si Verrocchio otevřel dílnu v Benátkách, kde pracoval na pomníku kondotiéra Bartolomea Colleoniho. Jeho florentskou dílnu pak vedl Lorenzo di Credi. Verocchiův Colleoni spolu s Donotallovým Gattamelatou bývá historiky umění ceněn jako nejvýznamnější italský renesanční jezdecký pomník. Skupina anonymních soch bývá označována jako Verocchiova dílna nebo Verocchiova škola. Jeho monumentální sochy ovlivnily také Michelangela.
O jeho životě se ví málo. Neoženil se a celý život finančně podporoval členy své rodiny.

## Díla ve Florencii
Praxi zahájil Andrea drobnými pracemi stolního stříbra. Dva stříbrné koflíky s dekorativními reliéfy zvířat a rostlin, jež se nedochovaly, byly podle životopisce Giorgia Vasariho skvělé. Přivedly obchodníky florentského cechu k objednávce dvou reliéfů stříbrného oltáře sv. Jana Křtitele pro cechovní kostel Or San Michele ve Florencii. V tamním muzeu se dochoval pouze jeden.

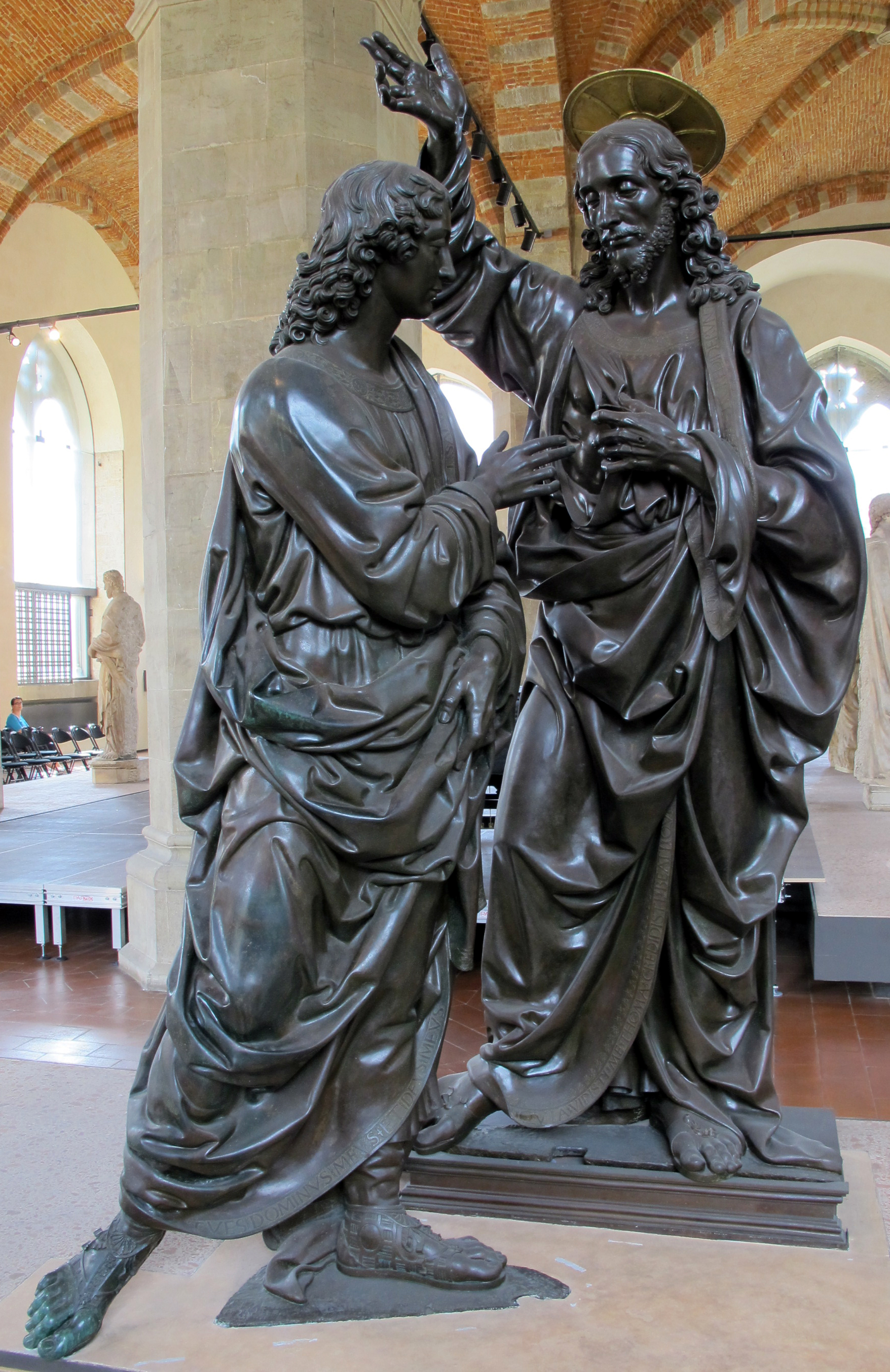
Nevěřící Tomáš s Kristem

### Náhrobník Cosima staršího de Medici
V letech 1465 - 1467 Verrocchio vytvořil náhrobník Cosima staršího de Medici v křížení chrámu San Lorenzo ve Florencii. Jde o kruhový objekt v podlaze seskládaný z různě barevných mramorů, opatřený nápisem a erby rodu Medicejských.

### Sousoší Nevěřící Tomáš s Kristem
V letech 1465 – 1483 vytvořil Verrocchio jednu ze svých nejznámějších prací, kterou je sousoší Nevěřícího Tomáše s Kristem osazené na plášti florentského kostela Orsanmichele. Průběh prací na sousoší byl poměrně zdlouhavý, na své místo bylo osazeno až po 18 letech práce v roce 1483.

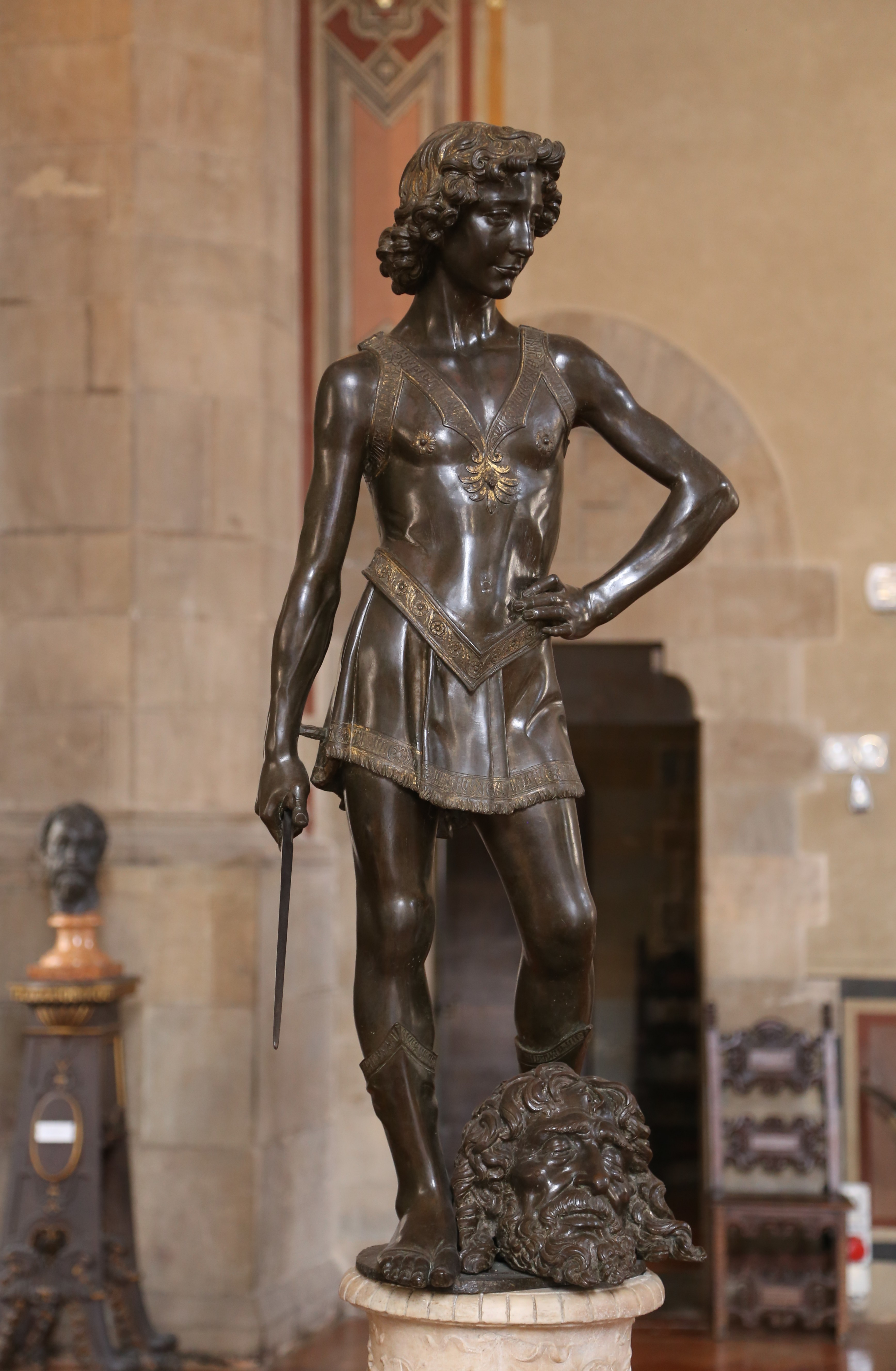
David s hlavou Goliáše

Tradiční scéna zobrazuje postavu Krista, který ukazuje Tomášovi ránu ve svém boku, aby do ní Tomáš mohl vložit své prsty a uvěřil tak, že skutečně vstal z mrtvých. Unikátní je zobrazení drapérií plášťů obou postav, které se vlní do drobných záhybů a vnáší tak do výjevu velké napětí. Tento styl měl poměrně silný ohlas u mladších florentských umělců, kteří se jej snažili napodobit.

### Náhrobek Giovanniho de Medici a Piera de Medici
V letech 1469 – 1472 Verrocchio vytvořil dvojnáhrobek pro kostel San Lorenzo. Jde o společný náhrobek Giovanniho de Medici a Piera de Medici, kterému se říkalo Il Gottoso. Je umístěn na pomezí Staré sakristie v kostele San Lorenzo a boční kaple, která se Starou sakristií sousedí. Náhrobek je zdoben bronzovými aplikacemi a je zasazen do bronzové sítě. Motiv sítě symbolizuje smrt a pomyslný závěs, který člověk odnímá ze svých očí v okamžiku smrti. Na náhrobku je nápis: Patri Patrvo qve (Otci a strýci).

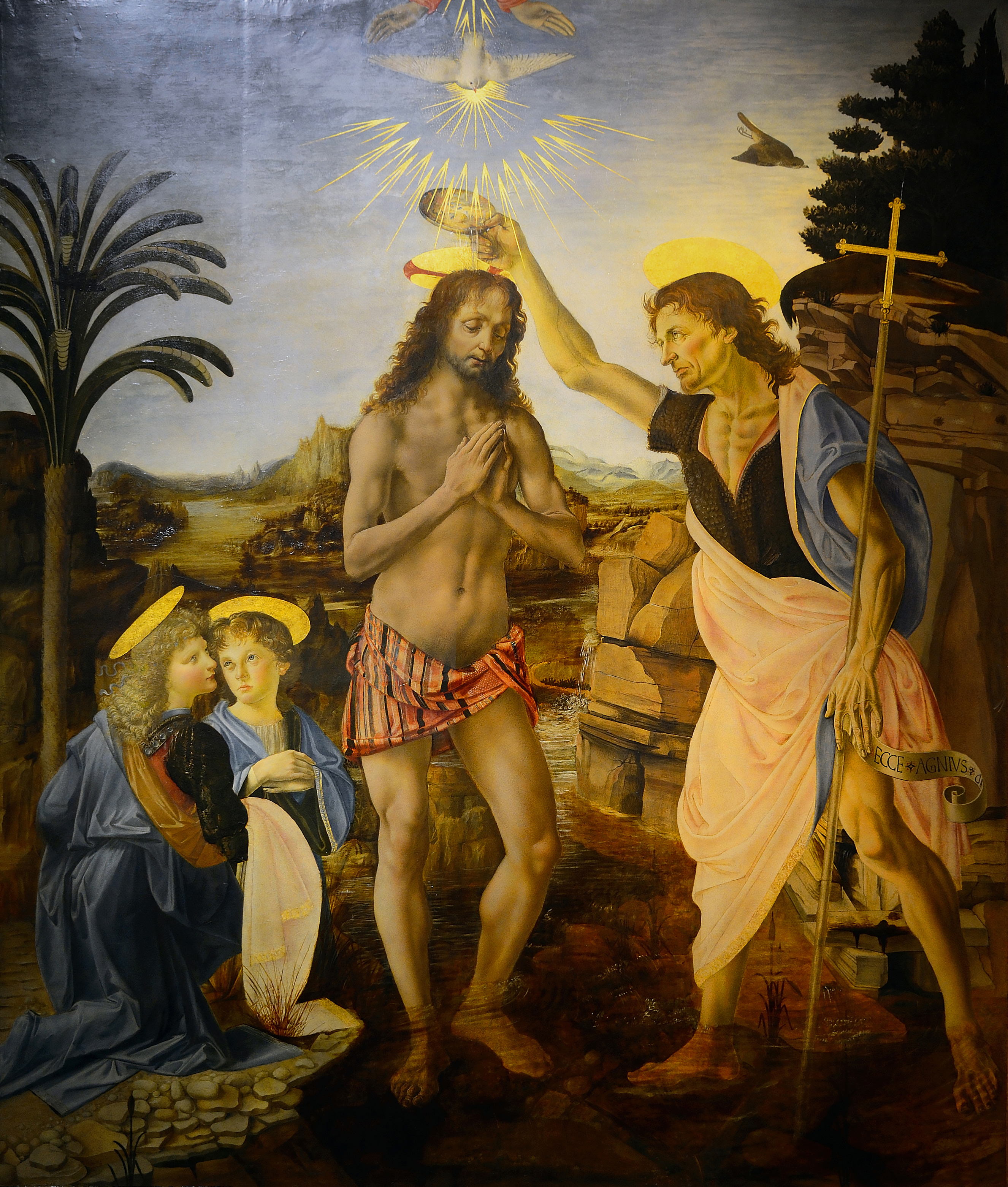
Křest Krista

### Socha Davida
V letech 1473 – 1475 Verrocchio vytvořil sochu Davida. Je vysoká 125 cm a zobrazuje mladíka v krátké suknici s mečem v ruce a s hlavou Goliáše u svých nohou. I tato práce našla ohlas a byla mnoha umělci napodobována.

### Křest Kristův
Z let 1472 – 1475 pochází nejslavnější Verrocchiův obraz Křest Kristův, který je jedním z klíčových exponátů galerie Uffizi ve Florencii. Část obrazu byla pod Verrocchiovým dohledem dokončena jeho žákem Leonardem da Vinci. Je mu přičítána levá postava klečícího anděla a podílel se i na malbě krajiny v pozadí.

## Dílo v Římě
Roku 1471 pozval papež Sixtus IV. Verrocchia do Říma, aby jeho kapli vyzdobil stříbrnými sochami apoštolů. Nedochovaly se, neboť byly později roztaveny.
Vytvořil také malé sošky koní z bronzu, které byly velmi úspěšné a Verrocchia přivedly k sochařským pracím s mramorem. Náhrobek pro Lucrezii Tornabuoniovou z roku 1471 jej zařadil mezi známé sochaře. Verrocchio tak v Římě nasbíral mnoho zkušeností a do své rodné Florencie se vrátil jako slavný a uznávaný sochař.

## Dílo v Benátkách

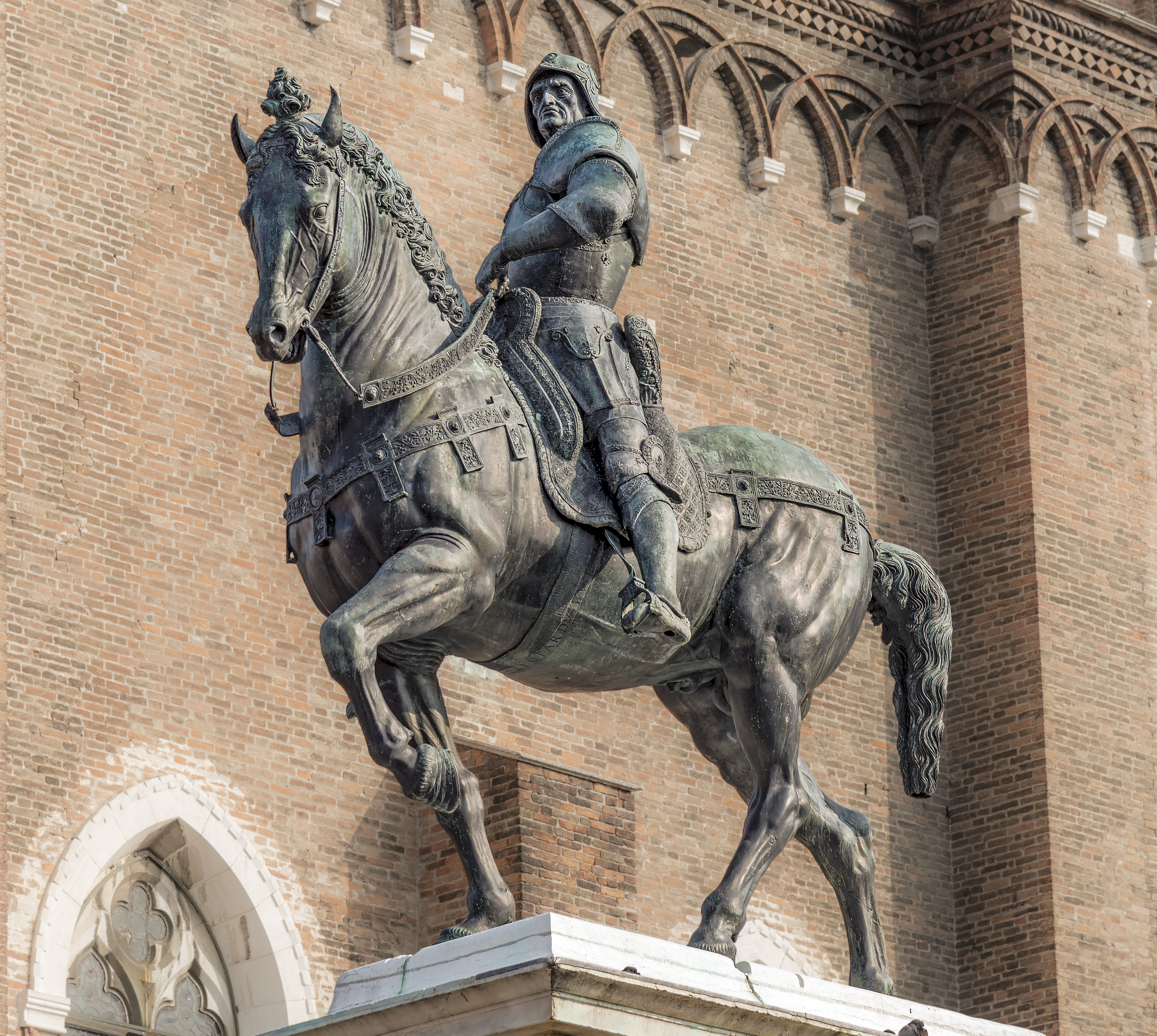
Pomník Bartolomea Colleoniho v Benátkách

### Jezdecký pomník kondotiéra Bartolomea Colleoniho
Jezdecký pomník kondotiéra Bartolomea Colleoniho je považován za nejdůležitější dílo Verrocchioa. Kondotiér Colleoni žil v letech 1400 – 1475 a vedl vojska ve službách Benátské republiky. Byl velmi úspěšným vojevůdcem, a proto se Benátky rozhodly postavit mu reprezentativní pomník. V roce 1480 zvítězil Verrocchiův návrh pomníku. Jedná se o monumentální dílo, neboť socha je téměř čtyřmetrová. Dílo si vyžadovalo dlouhou přípravu a Verrocchio nejprve přichystal formu pro odlití sochy. Během práce však onemocněl a v roce 1488 nečekaně zemřel.
Po smrti Verrocchia byla práce na pomníku zadána jednomu z Verrocchiových konkurentů v této zakázce - Allesandru Leopardimu. Ten nechal podle Verrocchiova modelu jezdecký pomník odlít a navrhl i sokl pomníku. Jezdecký pomník byl dlouho považován za Leopardiho dílo. Dnes je Colleoniho jezdecký pomník považován za klíčové dílo Verrocchiovy tvorby.

## Smrt a hrob
Andrea del Verocchio zemřel v Benátkách roku 1488 v 53 letech, aniž stihl dokončit své poslední zakázky. Byl to jezdecký pomník kondotiéra Bartolomea Colleoniho, také sochy tří teologických ctností a Boha Otce pro náhrobek kardinála Forteguerriho v dómu v Pistoji.
Vykonavatelem jeho poslední vůle byl jeho žák Lorenzo di Credi, který mistrovo tělo převezl do rodinné hrobky v kostele San Ambrogio ve Florencii.

## Žáci a pokračovatelé
Několik vynikajících malířů, jako Leonardo da Vinci a Lorenzo di Credi, se učilo v jeho dílně. Spolupracovali s ním také Domenico Ghirlandaio, Sandro Botticelli, Francesco Botticini a Pietro Perugino. Jejich raná díla lze jen těžko odlišit od Verrocchiových. Podle Giovanniho Santi také Sandro Botticelli, Luca Signorelli a mladý Filippino Lippi prošli Verrocchiovým ateliérem. Jejich díla, zejména série líbezných madon podobných typů, fyziognomie a gest byla tak oblíbená, že se často kopírovala a jejich autorství je dosud sporné.
Florentský básník Ugolino Verino o jeho žácích a spolupracovnících napsal:
| „ | Ať už ti malíři mají cokoli dobrého, pili z Verrocchiova pramene... | “ |

## Výběr z díla

### Obrazy
- Tobiáš s andělem
- Kojící madona
- Madona se sedícím dítětem
- Madona v růžovém keři s dítětem držícím stehlíka
- Meditující sv. Jeroným
- Bitva u Pydny, jediná Verocchiova mnohafigurová kompozice
- Křest Kristův (ve spolupráci s Leonardem da Vinci)

### Sochy
- Náhrobní sarkofág pro Giovanniho a Piera Medicejských, tumba z porfyru, dekorace bronz, pohřební kaple chrámu San Lorenzo ve Florencii
- Busta Juliána Medicejského, pálená hlína, WGA Washington
- Reliéfní poprsí antických hrdinů: Publius Cornelius Scipio, Alexandr Veliký, mramor
- David s Goliášovou hlavou, bronz.
- Putto s delfínem, bronzová dekorace chrliče pro kašnu ve vile Mediciů v Careggi, později prodána na kašnu před florentskou radnicí
- Kristus a nevěřící Tomáš, chrám Or San Michele, Florencie
- Dáma s prvosenkami
- Pomník kondotiéra Bartolomea Colleoniho v Benátkách - poslední, vrcholné dílo

### Zlatnické práce
- Stříbrný reliéf Stětí sv. Jana Křtitele pro oltář sv. Jana ve florentském baptisteriu; nyní v dómském muzeu ve Florencii
- Stříbrné sochy apoštolů pro papežskou kapli papeže Sixta ve Vatikánu (podle Vasariho; později byly rozlity)
- Spony k pluviálům

## Galerie

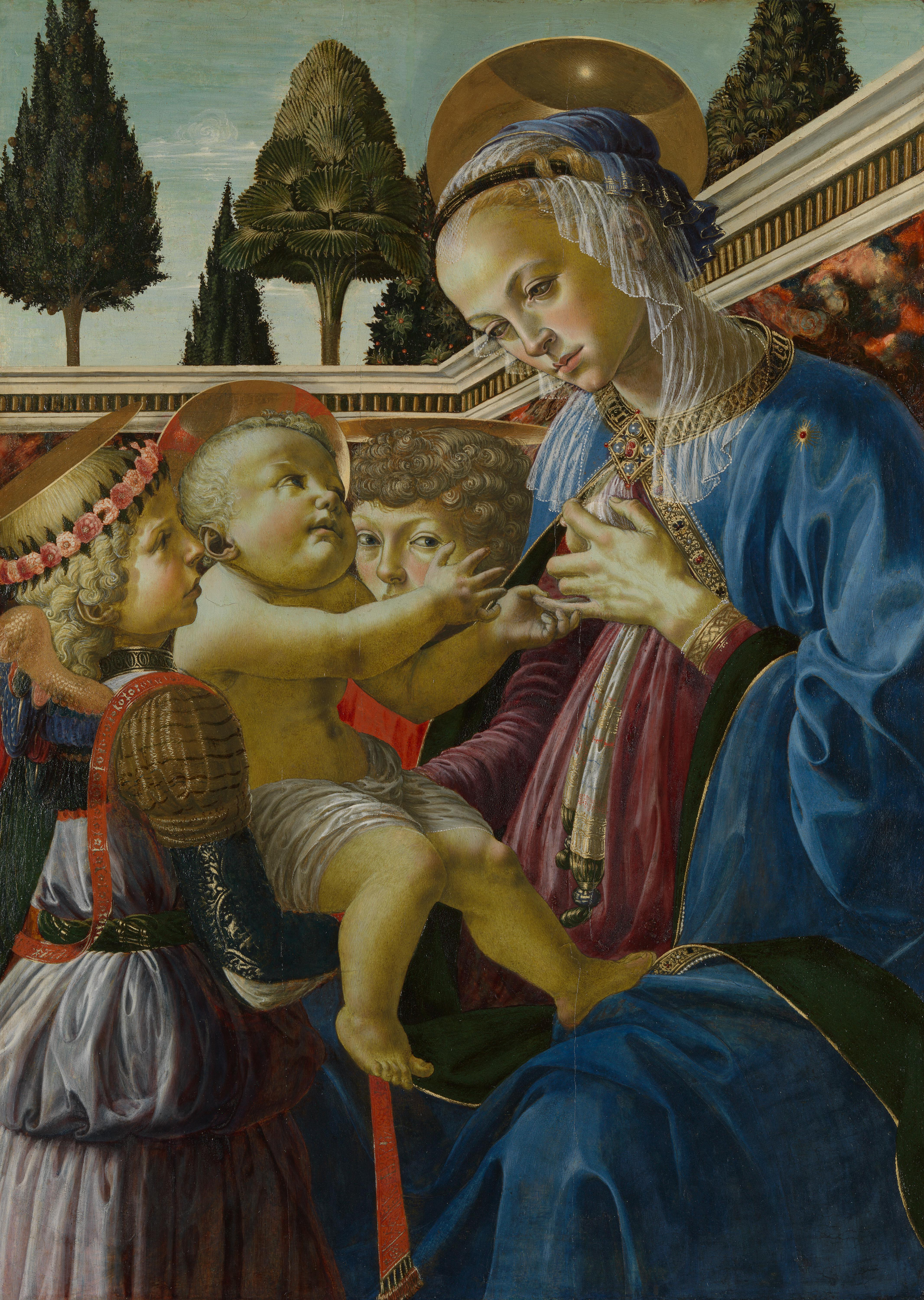
Kojící madona
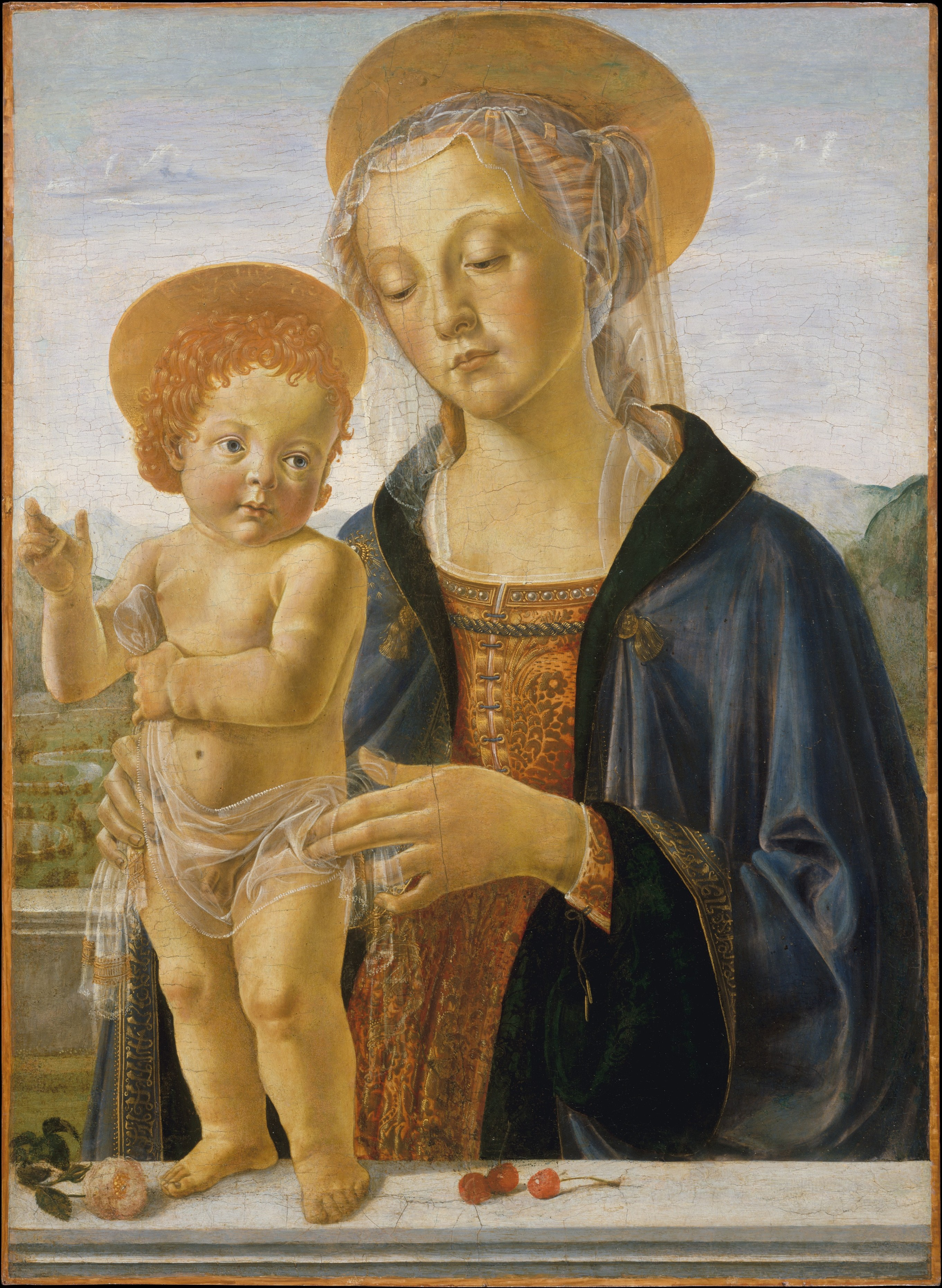
Madona se stojícím dítětem
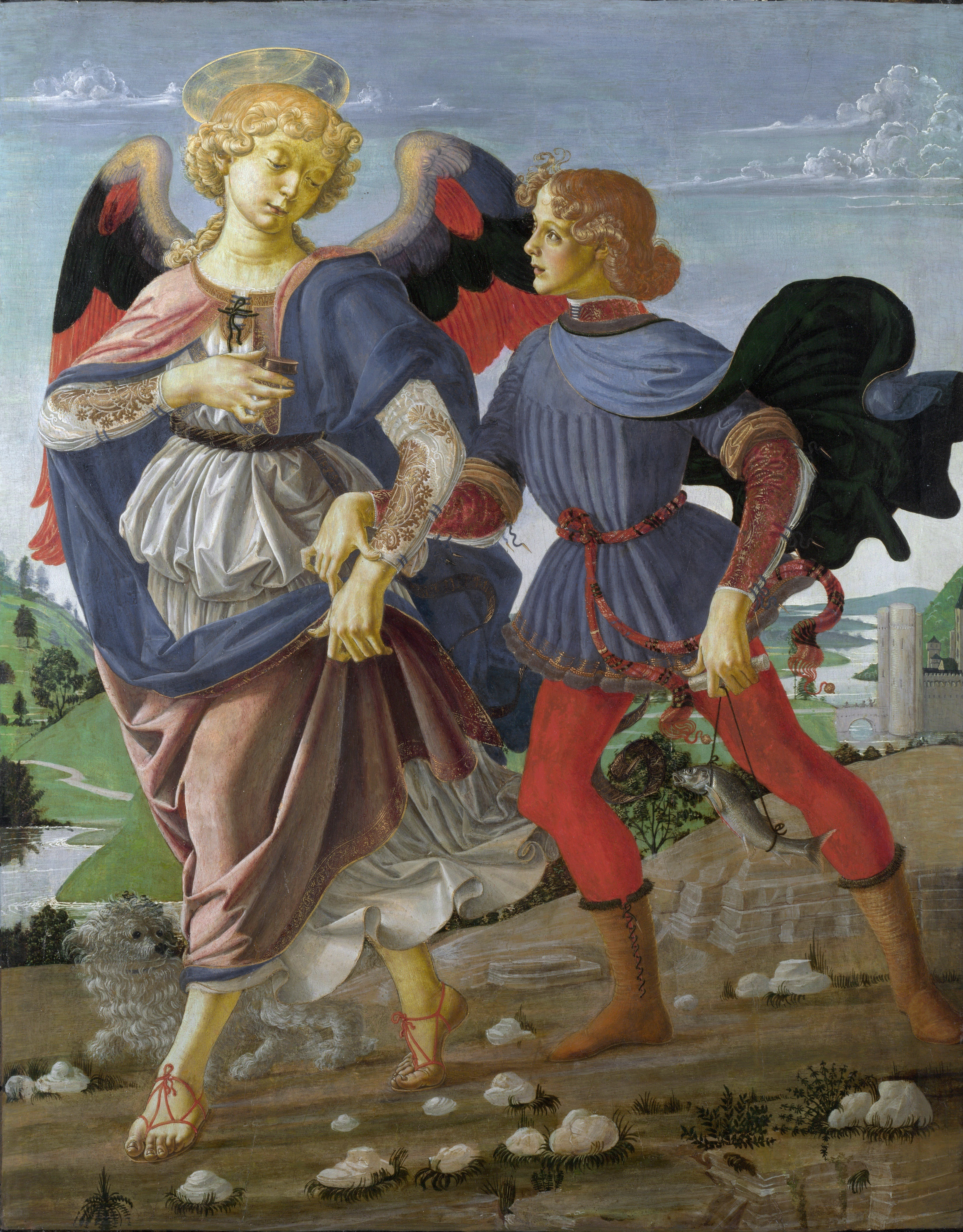
Tobiáš s andělem, 1470-75
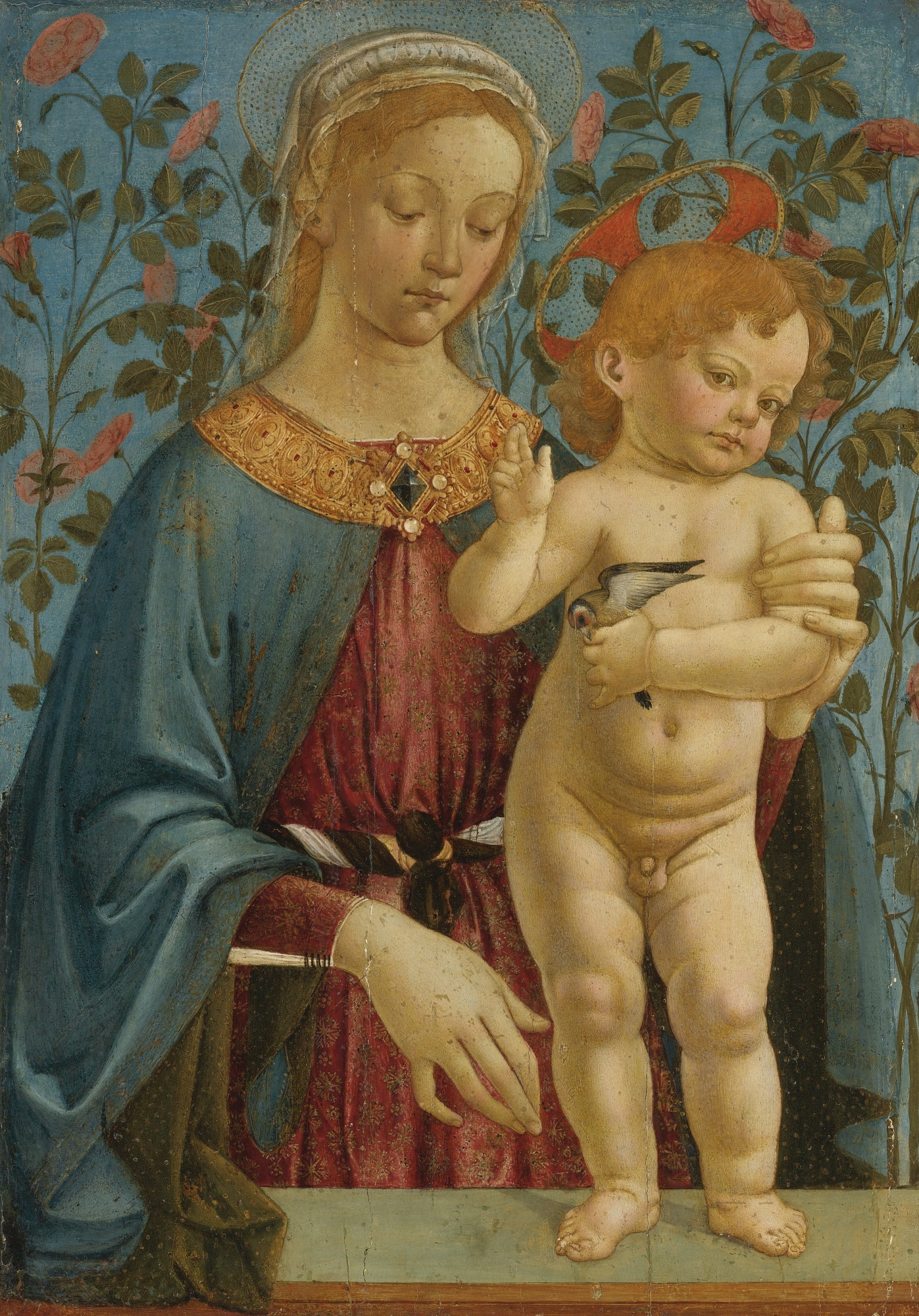
Madona v růžovém keři, Verocchiova dílna
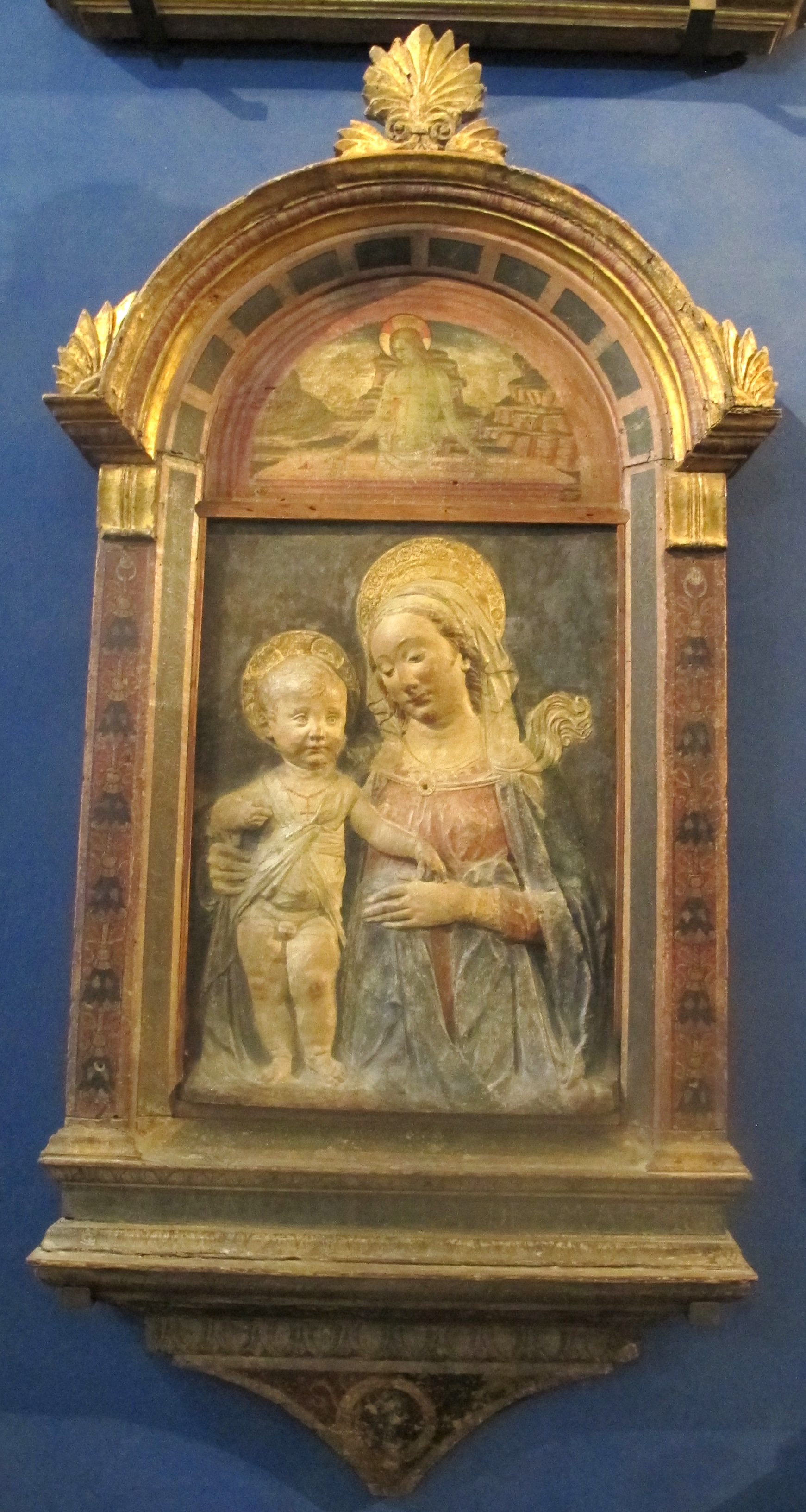
Madona s dítětem a Kristus v hrobě, 1450-1500
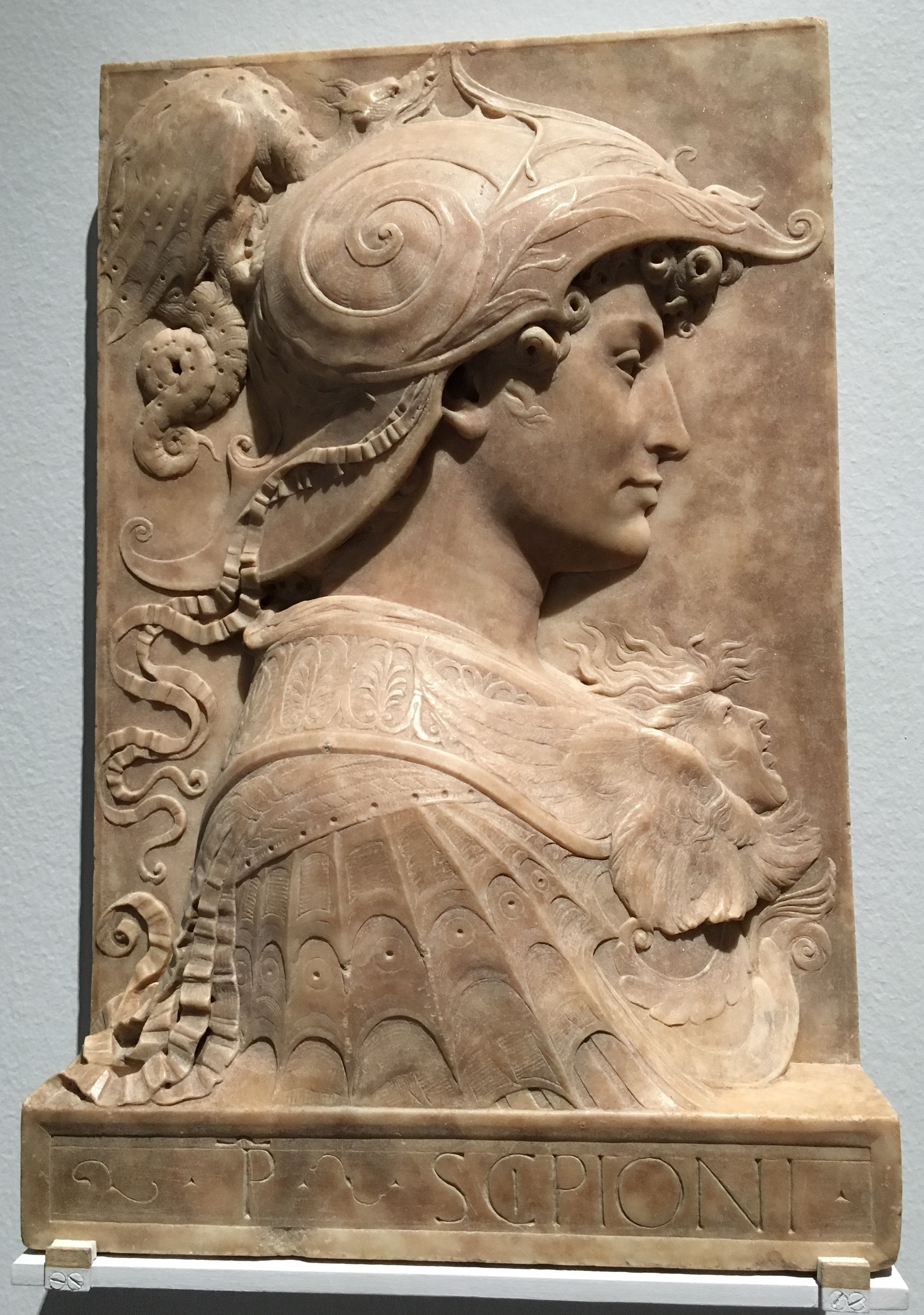
Publius Cornelius Scipio
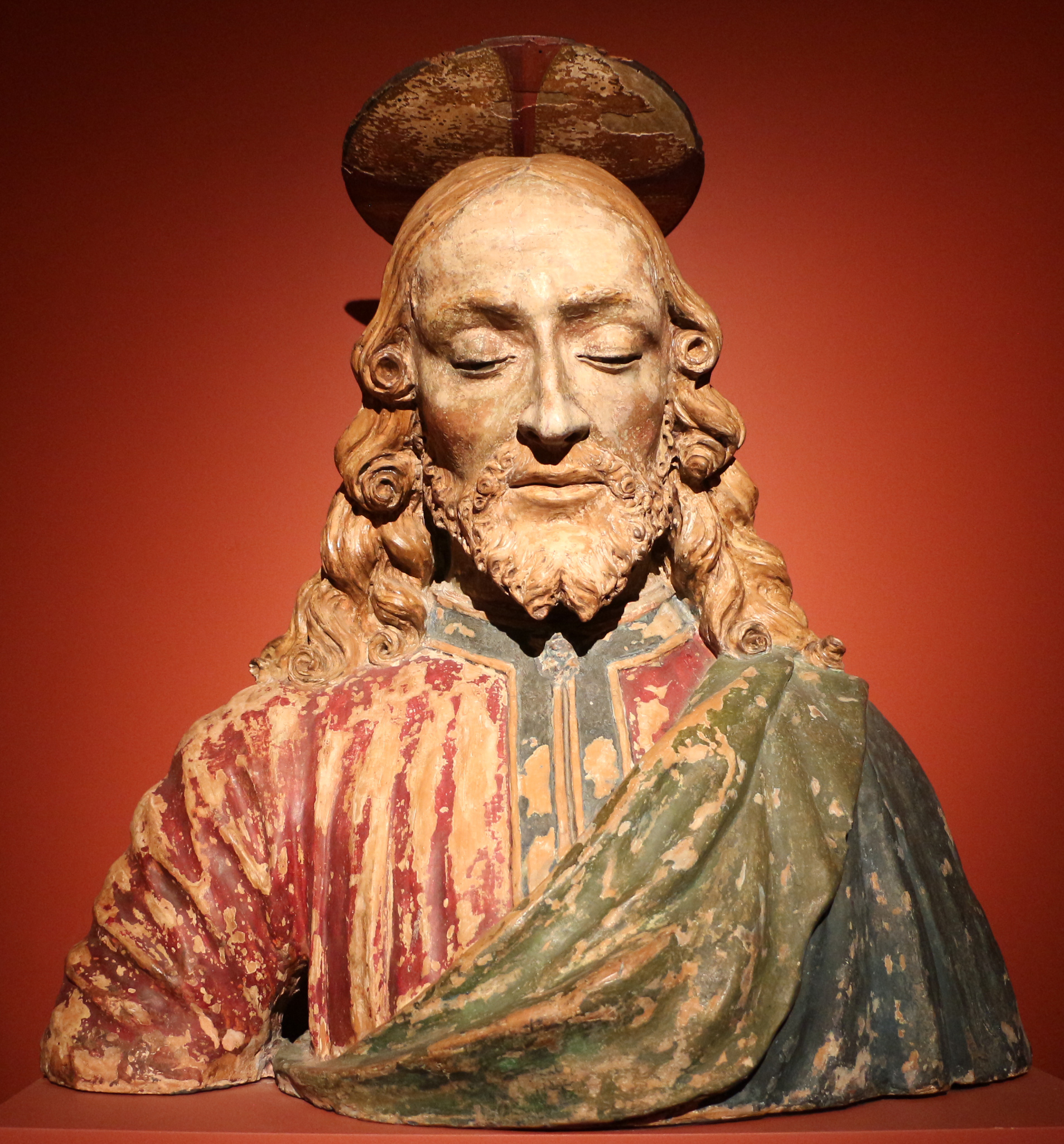
Poprsí Krista, Verocchiova dílna, 1480-1500
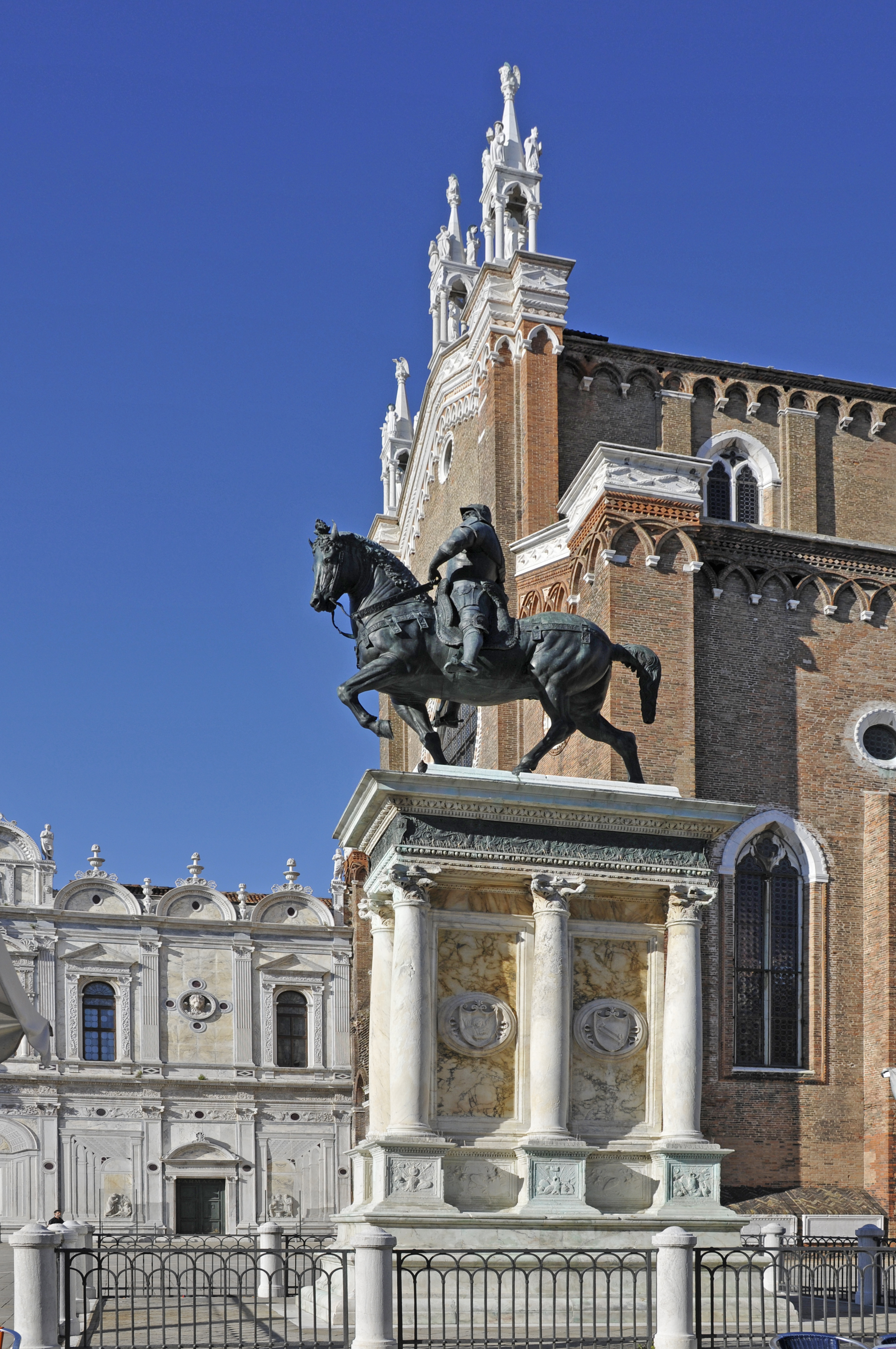
Celkový pohled na jezdeckou sochu Bartolomea Colleoniho